# Eucrocopoda
De Eucrocopoda zijn een groep reptielen behorende tot de Archosauromorpha.
In 2016 benoemde Martín Dário Ezcurra een klade Eucrocopoda, de "ware krokodilvoeten". De naam verwijst naar de vorm van het dijbeen.
De Eucrocopoda zijn door Ezcurra gedefinieerd als de groep omvattende Euparkeria capensis Broom, 1913, Proterochampa barrionuevoi Reig, 1959, Doswellia kaltenbachi Weems, 1980; Parasuchus hislopi Lydekker, 1885, Passer domesticus Linnaeus, 1758, Crocodylus niloticus Laurenti, 1768 en alle soorten nauwer verwant aan Euparkeria, Proterochampa, Doswellia, Parasuchus, Passer of Crocodylus dan aan Proterosuchus fergusi Broom, 1903 of Erythrosuchus africanus Broom, 1905.
Ezcurra stelde verschillende synapomorfieën vast: kenmerken die kort na de afsplitsing van de groep moeten zijn ontwikkeld. Het parabasisfenoide heeft geen plaat tussen de tubera basilaria. Het dijbeen heeft een goed ontwikkeld verbeend bovenste gewrichtsvlak, bol of plat. De dijbeenkop is schuin naar voren en binnen gericht. Het dijbeen heeft een kamvormige vierde trochanter op de achterzijde voor de bevestiging van de musculus caudofemoralis, zonder groeve tussen de overige trochanters en zonder samen te vloeien met het bovenvlak.
De oudste eucrocopode is bekend van de vroege Trias, het Olenekien, namelijk Ctenosauriscus koeneni. Nog levende eucrocopoden zijn de krokodilachtigen en de vogels.